# Всеукраинский комитет содействия учёным
Всеукраинский комитет содействия учёным (ВУКСУ; укр. Всеукраїнський комітет сприяння вченим) — полуправительственная организация при правительстве УССР, созданная в конце октября 1921 года. По своей структуре повторяла Центральную комиссию по улучшению быта учёных (ЦеКУБУ) при СНК РСФСР. Комитет возглавлял Д. З. Мануильский. В состав комитета входили как партийные и государственные руководители (В. П. Затонский и В. Блакитный — нарком социального обеспечения Украины и председатель научного комитета Укрголовпрофосу), так и профессора (Д. И. Багалей, Д. А. Граве, В. Я. Данилевский, А. Е. Крымский, С. Семковский и др.). В течение 1921—1923 годов были открыты отделения и представительства ВУКСУ в Киеве, Екатеринославе (ныне Днепр), Одессе, Полтаве, Чернигове, Каменце-Подольском, Нежине, Николаеве, Глухове — всего в 12 городах.
Главной задачей ВУКСУ было поддержание минимального жизненного уровня учёных в условиях острой нехватки материальных ресурсов, усиленной голодом 1921—1923 годов. Через местные организации ВУКСУ проводил учёт учёных и деятелей культуры, которые нуждались в материальной помощи, защищал их жилищные и юридические права, обеспечивал учёных продуктами питания (академический паёк), одеждой, обувью, лекарствами и т. д., решал вопросы заработной платы, заключения тарифных договоров, нормирования рабочего времени, пенсионного обеспечения, здравоохранения, санаторно-курортного лечения и др. Финансировался частично правительством УССР и ЦеКУБУ.
В 1931 году ВУКСУ реорганизован в Комиссию содействия учёным при Совнаркоме УССР.